# Kaźmierz (plaats)
Kaźmierz is een dorp in de Poolse woiwodschap Groot-Polen. De plaats maakt deel uit van de gemeente Kaźmierz.